# CDDB
CDDB (シーディーディービー、Compact Disc DataBase) とは、
1. 音楽CDの演奏者や制作年度などの情報が格納されたデータベース、およびそれにインターネットを介してアクセスし、その情報を取得するアプリケーションソフトウェア。
2. 上記サービスを運営した企業名及び、後継会社であるGracenoteの登録商標。

## 概要
初期の音楽CDは円盤内に楽曲データのみを記録しており、ディスク名やトラック名などのメタ情報は記録していなかった。1996年にCD-TEXTが規格化され、音楽CD内に楽曲に関するメタ情報が記録できるようになったが、すべての音楽CDが対応しているわけでもなかった。そのため、メディアプレーヤーなどで音楽CDを再生したり、リッピングソフトでリッピングしたりする際、楽曲のメタデータを表示させようと思ったら、あらかじめ自力で手入力する必要があったが、ネット上の楽曲データベースに問い合わせ、そのCDの情報を自動で提供してもらえると便利だった。そのような時代の要請によって1990年代に生まれた楽曲データベースの一つがCDDBである。
楽曲データベースはさまざまな団体によって運営されているが、CDDBはGracenoteが運営する商用データベースである（freedbのような有志によるフリーのデータベースも存在する）。Apple社のiTunesなどが採用している大手である。主に音楽CD再生時に活用され、音楽CDを光学ドライブなどに挿入するとCDDBが音楽CDのTOC（Table Of Contents、CDのトラックやセッション等の情報が収録されている）を読み取り、そのTOC内容に合致した盤情報がインターネットを通じてサーバからダウンロードされる。得られる情報は、アルバム名・曲名・アーティスト名などであるが、例えば日本国外アーティストの音楽CDにおいて本国販売とは異なる曲順で日本国内盤がマスタリングされている場合、アルバム名が一致していても、再生する実曲と曲名に不一致が起こる場合がある。この不具合を避けるために、オーディオデータを直接解析し曲名を取得するサービスも存在する。
パソコン上でCDDBを利用するにはソフトウェア側が対応している必要がある。しかしソフトウェア側が対応していても、挿入したCDの情報が必ずデータベース上に存在するとは限らず、また逆に同一盤の情報が複数登録されていたりする場合がある。この場合はユーザーがCDDBへ未登録の情報を送信したり、どのCDDBを取得するかユーザーが選ぶことができる。しかし、稀にダウンロードされる曲の情報（曲名等）に多少の間違いがあることもあるので、実際に自分自身でも正しい曲名を確認するなどの注意が必要である。
パソコンのみに限らず、ネットワークに対応した音響機器やカーオーディオ（主にカーナビゲーションシステムと一体化したもの）などにもCDDBが採用されているものが存在する。
また、CDDB未対応のソフトウェアで音楽CDを再生・リッピングする場合でも、CDDB対応ソフトウェアで書き出し・保存されたCDDBのデータを利用して情報を取得できる場合がある。

## 歴史
CDDBは1993年にTi Kanによって開発された。当初は彼の音楽再生ソフトであるxmcdの機能の一部としてのローカルのデータベースだった。1994年、初めてCDDBの名を冠したCDDB ver1.1がリリースされた。ユーザーがKanに電子メールを送る事でデータベースの項目追加ができた。
1995年、KanとSteve Scherfはインターネットを通じてアクセスできるデータベースを開発、CDDB Inc.として運用が開始された。またCDDBはGNU General Public Licenseで公開された。
1998年、CDDB LLCとして法人化されたが間もなくKan、Scherf、ホスティングを提供していたGraham ToalはこれをAV機器メーカーのEscientに売却した。
2000年、CDDB Inc.はGracenoteと名称を変更。当初、CDDBへのアクセスはフリーとアナウンスされたにも係らず、商用ライセンスへと変更された。これを受けCDDB同等のフリーの楽曲データベースサービスであるfreedbも登場した。
2001年、Gracenoteはライセンスを持たないソフトウェアがデータベースにアクセスすることを禁止し、CDDBのオリジナルバージョンであるCDDB1ライセンスは無効となった。そして、GracenoteはCDDB1及びfreedbとは非互換のCDDB2への移行を推し進めた。CDDB2より2バイト文字に対応し、日本語等も扱えるようになった。
2008年、ソニーの米国子会社（ソニー・コーポレーション・オブ・アメリカ）がGracenoteを買収したが、2014年にトリビューン・メディア・サービス（TMS）に売却され、その後2017年1月、ニールセン・ホールディングスに売却された。

## CDデータベースサービスと利用ソフトウェア
以下の内cuetoolsはオフセットを考慮したトラックごとのCRCもDBに掲載している(他のDBとは違いディスク無でも閲覧可能)
- CDDB（Gracenote社）
  - au Music Port
  - BeatJam
  - CarryOn Music
  - iriver Plus
  - iTunes
  - Media Go
  - Music center For PC
  - Quintessential Player
  - RealPlayer （バージョン10.5まで）
  - SD-Jukebox
  - SonicStage
  - x-アプリ
  - Music Center
  - Winamp
  - Windows Media Player [1]
  - nero （バージョン9以降）
  - Roxio Creator
  - ネットワーク対応の音響機器やカーオーディオの多くもこれを採用している。
- FreeDB
  - B's Recorder （バージョン5初期版はGracenoteを利用していたが契約更新できなかった）
  - CDex
  - Exact Audio Copy
  - foobar2000
- freedb 日本語[2]
- CUEtools[3]
  - fre:ac(free audio converter and CD ripper)
  - MediaMonkey
  - nero（バージョン8まで）
- allmusic (AMG)
  - プレイステーション3
  - RealPlayer （バージョン11以降）
  - Windows Media Player [1]
- Discogs
- MusicBrainz
- GD3
- Moozone
- Pandora